# Entity (Stargate SG-1)
Entity (Entidad en Latinoamérica, El Ente en España) es el vigésimo episodio de la cuarta temporada de la serie de televisión de ciencia ficción Stargate SG-1, y el octogésimo sexto capítulo de toda la serie.

## Trama
El SG-1 y el General Hammond, observan las imágenes de un MALP en exploración de un nuevo mundo. De repente pierden la señal y alguna clase energía proveniente del planeta invade las computadoras provocando un apagón en el SGC. Esta Entidad parece un virus, así que para eliminarlo reinician los todos computadores de la base, borrando todos los datos existentes (afortunadamente, estos hace tiempo habían sido copiados y enviados al Área 51 como respaldos).
Sin embargo el virus logra sobrevivir metiéndose en un MALP y durante un intento por destruirlo infecta a la Mayor Carter. Luego, a través de ella, este "Ente" (que es una forma de vida eléctrica) revela su identidad y misión al resto del SG-1. Al parecer cuando el SGC lanzó el MALP a su mundo, el equipo de radio del vehículo usado para controlarlo interfirió con los seres alienígenos de dicho planeta, destruyendo a muchos de ellos. Ellos interpretaron esto como un ataque y enviaron a esta “Entidad” para infiltrar al SGC y destruirlo.
Finalmente, encolerizado por el hecho de que el ente utiliza a Carter como rehén, O'Neill le dice a este ser que si sigue permaneciendo en el cuerpo de Samantha, él convencerá al SGC que enviara más MALP para destruir completamente su civilización. El extraterrestre decide entonces ir al pasillo donde gran cantidad de energía empieza a emanar del cuerpo de Carter, hacia los conductos de electricidad. O'Neill se ve obligado a dispararle 2 veces con un Zat haciéndola finalmente caer. Ella es llevada luego a la enfermería donde Fraiser informa que no tiene actividad cerebral, por lo que considera “dejarla ir”. Sin embargo, en ese momento en la sala del MALP, el SG-1 ve escrito en la pantalla la frase “Estoy aquí”. Ellos se dan cuenta de que quizás podría ser la mente de Carter. Fraiser entonces conecta el cuerpo de Carter al ordenador del vehículo. Inmediatamente, una oleada de energía entra al cuerpo, mientras el ordenador se apaga. Carter pronto recupera la conciencia, y Hammond ordena retirar al planeta de la “entidad” de la lista de marcado del SGC.

## Artistas invitados
- Teryl Rothery  como la Dra. Janet Fraiser.
- Gary Jones como Walter Harriman.
- Dan Shea como el Sargento Siler.